# Слапчук, Василий Дмитриевич
Василий Дмитриевич Слапчук (род. 23 декабря 1961, Новый Зборышев, Волынская область) — украинский поэт, прозаик, литературный критик. Лауреат Национальной премии Украины им. Тараса Шевченко (2004), заслуженный деятель искусств Украины (2001).

## Биография
Родился 23 декабря 1961 г. в селе Новый Зборышев Гороховского района Волынской области.
После окончания Лобачевской средней школы учился профессии шлифовальщика в Луцком техническом училище № 1, по окончании которого работал на автозаводе Коммунар г. Запорожье.
Служил в Афганистане, в 3 батальоне 66-й омсбр, находившейся в г. Джелалабаде. 12.02.1981 г. отделение, в котором служил С., оставили прикрывать отход колонны, во время боя БМП (боевая машина пехоты) подбили из гранатомёта. В результате взрыва заклинило башню. С. удалось устранить повреждения, после чего продолжали бой. 4.06.1981 г. получил контузию, когда БМП подорвалась на мине. От госпитализации отказался, оставшись на боевой позиции. 18.06.1981 г. во время штурма базы моджахедов в ущелье Тора-Бора (одна из пяти масштабных военных операций, проводившихся советскими войсками в Афганистане 1981 г.) в провинции Нангархар был тяжело ранен. База стала известной после того, как в 2001 г. её пришлось штурмовать американским войскам. Лечился в госпиталях Ташкента и Львова.
Окончил факультет украинской филологии Луцкого педагогического института им. Леси Украинки (1988—1993). Кандидат филологических наук (2011 г.). Кандидатская диссертация: «Национальный образ мира в творчестве поэтов-шестидесятников (М.Винграновский и А.Вознесенский)».
Жена — Гранич Наталья Васильевна. Дети — Иван (от первого брака), Дмитрий.

## Литературная деятельность
Литературную деятельность начал в начале 90-х годов. Его ранние стихи публиковались в областной молодёжной газете «Молодой ленинец» (теперь «Вече») (1984 г.), журнале «Перец» и в журнале «Октябрь» (теперь «Звон») (1989 г.).
Первый поэтический сборник «Как долго эта война длилась» выходит в 1991 году, вместе с повестью «Проклятие» (1991) и книгой стихов «Немая кукушка» (1994) образует объединённое афганской тематике трехкнижие. Осмысливая трагедии и разрушения, неизбежно приносимые войной, Слапчук озвучивает своё понимание принципов человеческого существования/сосуществования, в котором к наивысшим моральным и духовным ценностям относит ценности, предлагаемые христианским мировосприятием.
К афганской теме Слапчук возвращается в книге «Напротив течения травы» (2001), в которую вошли написанные в 1994—1999 годах поэтические и прозаические тексты, а также в новом романе, главы из которого в 2009 г. анонсировались в журнале «Курьер Кривбасса».
В последующих книгах душевная боль, связанная с военной тематикой, несколько угасает. В рифмованных стихах, верлибрах и стихах в прозе появляются просветлённые и щемящие лирические интонации: присущую афганским сборникам экспрессивность и чувственную интенсивность Слапчука, философски переосмыслив военное прошлое и со стоицизмом приняв его роковые последствия, трансформирует на другом духовном уровне («Относительно опыта афганской войны. Этот опыт оказался положительным несмотря на негативное явление»).
В этом смысле показательной есть книга «Молчание адресовано мне» (1996) — очередное поэтическое трехкнижие в авторском художественном оформлении. Триединство у Слапчука всегда восходит к христианской символике. Собственную мировоззренческую и творческую эволюцию Слапчук визуализировал на аскетической книжной обложке: измученный человек со смиренно опущенными бровями вкладывает голову в рот космической рыбы. Поскольку рыба со времён раннего христианства считается первым символом и монограммой Иисуса Христа, а три переплетённых рыбы в свою очередь символизируют Святую Троицу, авторскую иллюстрацию следует воспринимать в красноречивом религиозном контексте. Символика, насыщающая афганские поэзии раннего периода творчества (гимнастёрка, душман, пуля, БМП, дежурство, оружие), начиная с книги «Молчание адресовано мне», уступает место символам философского созерцания, самоуглубления (ангел, молчание, тишина, синица, божья коровка, мотылёк).
Среди последующих поэтических книг Слапчука — «Укол часовой стрелкой» (1998), а также объединённые просветлённым образом мальчика-мудреца сборники «Трехкнижие Явина» (1996) и «Точка изнутри» (2000), в которых все явственнее происходит художественно-образный симбиоз христианского мировоззрения и восточной философии (конфуцианство, дзен, суфизм). Философия Востока издавна принадлежала к сфере заинтересованности писателя. Для размещённых в сборниках текстов характерна лаконичность высказываемых наблюдений и мыслей, а чередование рифмованных стихов, верлибров, прозы становится более продуманным и принципиальным.
Литературоведы (В. Базилевский, Н. Жулинский, Н. Кодак, Е. Баран, И. Бондарь-Терещенко), обращаясь к творчеству Слапчука, указывают на присущие его произведениям тонкий психологизм, афористичность, алюзийность, деликатную иронию, сарказм, парадоксальность, неоднозначность и многоплановость постановки философских вопросов. По этому поводу Е. Баран отмечает: «Слапчук все чаще говорит парадоксами. Это его мировоззренческий принцип и художественный прием. Все во всем: соединение противоположных вещей». В одном из интервью С. говорит: «Основа моей философии — Евангелие. Восток же мне интересен тем, что я нахожу там много украинского, нахожу подтверждение убеждения, что в Евангелии есть вся необходимая человеку мудрость, нужно только научиться её оттуда черпать. Восточные учения укрепляют меня как православного христианина». Задекларированные философско-этические и духовно-нравственные принципы Слапчук демонстрирует в поэтических книгах «Сучок на костыле путника» (2002) и «Соломенная крыша Отечества» (2003).
Одна из наиболее важных и болезненных в творчестве Слапчука — тема Украины и украинцев («Такая мне // Украина, // что // повесился бы»). Писатель, с приподнятым воодушевлением восприняв Оранжевую революцию 2004 г., написал книгу поэзии и публицистических заметок под названием «Так!..» (2005). Впоследствии Слапчук признаётся: «Самым глубоким эмоциональным провалом в моей жизни был период после Оранжевой революции, когда стало ясно, что изменений не будет. Это наибольшая иллюзия. И наибольшее разочарование. Это тяжелый период в моей жизни. Я почувствовал себя обманутым и отверженным. Я отчаялся. Оранжевым лидерам удалось сделать со мной то, что не сумела сделать война. Теперь моя задача — перевести негативные переживания в положительный опыт».
Слапчук пишет с гордостью о национальных традициях и казачестве в книге «Соломенная крыша Отечества» (разделы «Сломанная ветка вербы, или Украиниана», «Правда старой криницы, или казачество», «Откуда трава растет, или встречи с Котигорошком»): «какими бы мирами // казак не влачился // Отечество // с собой носит», «только песня // слезу в казацком глазу// видит». Поэт озвучивает национальные изъяны, на протяжении длительного исторического периода негативно влияющие на украинскую ментальность («Полна Украина // украинцев, // только все — // иноязычные», «рубит казак // налево и направо // головы по земле катятся // да все с оселедцами»). Продемонстрированный писателем вдумчивый и глубокий национальный критицизм дал основания В. Базилевскому утверждать, что в произведениях С. «больше исторической правды, чем в статьях профессиональных историков».
В 2004 г. Слапчук первый среди волынских писателей получает Национальную премию имени Тараса Шевченко за две поэтические книги — «Сучок на костыле путника» и «Напротив течения травы».
После написания повести «Проклятие» Слапчук долгое время не обращается к художественной прозе, однако пишет две книги литературной критики: «Полет механической кукушки над собственным гнездом» (2001) и «В ожидании инквизитора» (2003), в которых рассматривает творчество Е. Сверстюка, Н. Жулинского, И. Струцюка, Г. Гусейнова, С. Процюка, М. Матиос, Л. Тарнашинской, К. Москальца, Ю. Гудзя, В. Шкляра, В. Науменка, В. Лиса, В. Даниленка. «Украинская литература нуждается в критике-инквизиторе, который принес бы ей очищения огнём и кровью. (Прошу не понимать меня буквально: язык мой образный и метафорический). Инквизитора, который в пепле сожженных книг сумеет найти истину — ту, которой нам не хватает на страницах», — отмечает писатель. С., конкретный и точный в высказывании литературно-критических замечаний, сохраняет толерантность и доброжелательность в своём отношении к рецензируемым произведениям.
В 2003 г. появляется роман «Слепой дождь» — первый в серии прозаических книг, в течение последующих лет выходящие в издательстве «Факт» (романы «Дикие цветы» (2004), «Осень за щекой» (2006), «Женщина из снега» (2008) и повестей «Клетка для неба», «Глобус Украины», «Кенгуру величиной с сверчка» (2006)). Роман «Слепой дождь» состоит из трёх разделов, объединённых историей об оборотне. С первых страниц книги С. не позволяет литературным героям оставаться в тени событий, вынуждая их к активному определению — моральному и духовному. В каждой из частей «Слепого дождя» писатель воплощает определённую психологию восприятия действительности, которая оказывается определяющей для героев романа (Тихона-оборотня, Оксаны, Андрея, Нины-Екатерины, Анатолия), и которая определяет их способность по-разному воспринимать действительность и выбирать в ней своё принципиальное место — то ли путём бескомпромиссного возвышения над проблематикой жизни, то ли — наоборот — путём попадания в бездуховной мрак и экзистенциальную пустоту. Писатель предоставляет каждому герою роль, которую тот, находясь «в шкуре, которую носит», должен прожить до конца — независимо от того положительна ли предоставленная роль или отрицательная. Однако, определяя драматургию повествования, С. не обесцвечивает перспективы персонажей категорической однозначностью, оставляя возможность управлять своей жизнью — вопреки обстоятельствам и враждебной реальности. В каждом разделе романа атмосфера повествования соответствует психологии героев. Дождь сопровождает действо романа — от густых зловещих струй, когда Тихон охотится на своих жертв, и до почти сакрального очистительного ливня с громовыми раскатами небес, во время которой Нине является ангел — в кедах, спортивном костюме и со сверкающим мечом, которым позже «сносит» голову попу (сцена отсылает к притче, в которой Иисус Христос переворачивает столы и разбрасывает деньги торговцев во дворе храма).
В 2004 г. выходит роман «Дикие цветы». В романе каждый из разделов написан от имени героев — членов среднестатистической украинской семьи. Семейные неурядицы, конфликты и супружеские измены мужа Степана и жены Ларисы являются той «почвой», на которой возрастает их сын — Вовик. Н. Бернадская обращает внимание на то, что «обделенные настоящим семейным теплом дети напоминают дикие цветы потому, что сами взрослые одичали: не могут найти общий язык даже в микрокосмосе семьи, выполняют придуманные ими же роли отца, матери, которыми не являются на самом деле». Постмодернистскую манеру письма С., с наибольшей отчетливостью проявившуюся в романе «Осень за щекой», написанном раньше «Слепого дождя», «Диких цветов» и «Клетки для неба», в «Диких цветах» завуалировано. Такая латентность свидетельствует о том, что постмодернистская эстетика интересует С. в аспекте получения определённого технического арсенала художественно-выразительных средств, способствующих образной многоплановости, поскольку С. прежде всего исходит из идейного замысла произведения. Минимализируя сюжетные коллизии и подчёркивая проблематику «Диких цветов», С. вызывает у читателя ощущение постоянного авторского присутствия, причастности к действию. Особенно убедительной является средняя глава романа — «Лужа познания», написанная от имени мальчика. Н. Бернадская отмечает, что «образ Вовика лишает роман В. главной постмодернистской художественной доминанты — „идеологической“ беспристрастности». Житейский быт, в котором проистекают сюжетные линии романа, С. насыщает блестящим юмором и иронией (Е. Баран отмечает, что ощущение быта в творчестве С. «уравновешивается почти библейскими откровениями»).
В следующую книгу С. «Клетка для неба» (2006) вошли повести «Клетка для неба», «Глобус Украины», «Кенгуру величиной с сверчка». Повести отличаются поэтической лёгкостью написания, им присуща сквозная сюжетность с элементами фантасмагорической притчи.
Роман «Осень за щекой» (первое большое прозаическое произведение в творческом активе С.) состоит из восьми новелл, он вышел в 2006 году. Для произведения характерны: интеллектуальная литературная игра, жанровые (драматургические, поэтические) взаимопроникновения, непредсказуемость сюжетных ходов. Главный герой книги — писатель, чья жизнь тесно переплетается с жизнью его литературных персонажей, его имя в устах матери, друзей, любимых и нелюбимым женщин не имеет чёткой «филологической устойчивости», а потому и произносится по-разному — Талик, Виктор, Виталий, Дуля, Вектор, Тюлечка, Сукин Сын, хотя по паспорту его зовут С. (В предпоследний новелле «Короткая стрелка женских часов», писатель и вообще именуется Викентием.) Пребывая в роли главного героя, писатель фиксирует на бумаге свои случайные и обязательные встречи, давая литературным персонажам странные имена (Зела, Кир, Кола, Ого, И Ван Син, Ия). (С.: «Я придумываю своим героям имена, подчеркивающие их инородность. (…) Очень часто имена моих героев это не имена, а прозвища, призванные скрывать истинную суть. (…) Существует немало наворотов, связанных с именем, для меня это только ещё одна возможность, воспользовавшись двойным дном, провезти, какую-то важную или интересную для меня художественную деталь контрабандой»). Сюжет каждой новеллы, в свою очередь содержащей в себе множество микросюжетов, у С. максимально обездвижен (за исключением не многочисленных событийных всплесков: посещение художника Юзя, доставка холодильника в ремонт, попадание в отдел милиции, рассказы в новелле «Чернильница Чехова»). Сюжетная статика является своеобразной авторской позицией для медитации: С. концентрирует внимание на динамической психологии своих героев и на новом уровне активизирует фабулу. Оставляя в каждой из новелл место для диалога и размышления, С. моделирует различные психологические ситуации, в которых попеременно оказываются: писатель и его alter ego, писатель и соседи (о существовании которых — а тем более об их заинтересованности его творческой личностью — он и не подозревает), писатель и его знакомые, Мужчина и Женщина/Женщины (Арсен и Зела, Кир и Кола, Ого и девушка, И Ван и сестры Ия и Зоя, главный герой и Данута, главный герой и Марта).

## Произведения
Книги стихов
- «Как долго эта война длилась» (Луцк: Издательско-редакционный отдел Волынского областного управления по печати, 1991)
- «Немая кукушка» (Дрогобыч: Издательская фирма «Возрождение», 1994)
- «Молчание адресовано мне» (Дрогобыч: Издательская фирма «Возрождение», 1996)
- «Трехкнижие Явина» (Луцк: Волынское областное редакционно-издательское предприятие «Надстирья», 1996)
- «Укол часовой стрелкой» (Луцк: Инициал, 1998)
- «Точка изнутри» (Львов: Престиж Информ, 2000)
- «Напротив течения травы» (Луцк: Надстырья, 2001)
- «Сучок на костыле путника» (Луцк: Издательство «Волынская областная типография», 2002)
- «Птица с обожженным крылом» (Луцк: Издательство «Волынская областная типография», 2002)
- «Соломенная крыша Отечества» (Киев: Издательство «Волынская областная типография», 2003; 2004)
- «Так!..» (Луцк: Твердыня, 2005)
- «Двенадцать ню» (Луцк: Твердыня, 2005)
- «Новенький велосипед старенького пенсне» (Луцк: Твердыня, 2007)
- «Золотые купола» (Луцк: Издательство «Волынская областная типография», 2008)
- «Избранное» (Луцк: Твердыня, 2011)
- «Избранные поэзии» (Киев: Ярославов Вал, 2012)

Книги прозы
- «Слепой дождь» (Киев: Факт, 2003)
- «Дикие цветы» (Киев: Факт, 2004)
- «Осень за щекой» (Киев: Факт, 2006)
- «Клетка для неба» (Киев: Факт, 2006)
- «Женщина из снега» (Киев: Факт, 2008)
- «Книга забвения» (Киев: Ярославов Вал, 2013)
- «Та же пыль дороги» (Киев: Украинский приоритет, 2015)
- «Среди миров и отблесков светил» (Киев: Украинский приоритет, 2016)

Книги критики
- «Полет механической кукушки над собственным гнездом» (Луцк: Издательство «Волынская областная типография», 2001)
- «В ожидании инквизитора» (Луцк: Издательство «Волынская областная типография», 2003)
- «Бронепоезд современного литпроцесса» (Луцк: Вежа-Друк, 2016)

Книги эссе
- «Между путём воина и Дао» (Луцк: Терен, 2011)
- «Млечный Путь и его обочины» (Житомир: Издатель А. А. Евенок, 2016)
- «Чистый четверг» (Брустуры: Дискурсус, 2016)

Книги поэзии и прозы для детей
- «Хорошее настроение» (Киев: Радуга, 1991)
- «Шел ёжик по бережку» (Дубно: Незабудка, 1992)
- «Зеленый медвежонок» (Львов: Каменяр, 1993)
- «Николаева ночь» (Киев: Твердыня, 2004)
- «Горбушка хлеба» (Луцк: Твердыня, 2005)
- «Рыба под зонтом» (Киев: Ярославов Вал, 2005)
- «Пчелиный Бог и пчеленок» (Луцк: Издательство «Волынская областная типография», 2009)

## Премии и награды
Государственные награды и звания Украины
- Национальная премия Украины имени Тараса Шевченко (2004) — за книги «Напротив течения травы» и «Сучок на посохе путника»
- Заслуженный деятель искусств Украины (2001)
- Орден «За заслуги» II ст. (2014) — за весомый личный вклад в социально-экономическое, культурно-образовательное развитие Волынской области, значительные трудовые достижения, многолетний добросовестный труд и по случаю 75-летия со дня образования области[1].
- Орден «За заслуги» III ст. (2010) — за весомый личный вклад в дело консолидации украинского общества, перестройку демократического, социального и правового государства[2]
- Орден «За мужество» III ст. (1998)— за активную общественную деятельность, участие в решении вопросов социальной защиты участников боевых действий, инвалидов войны и семей погибших в Афганистане[3]
- Грамота Верховной Рады Украины (2010)
- Медаль «Защитнику Отчизны» (1999)
- Памятная медаль «25 лет вывода войск из Афганистана» (2014)
- Нагрудный знак «Ветеран войны» (1994)

Государственные награды СССР
- Орден Красной Звезды (1987)
- Грамота Президиума Верховного Совета СССР воину-интернационалисту (1988)
- Юбилейная медаль «70 лет Вооружённых Сил СССР» (1988)

Государственные награды иностранных государств
- Медаль «Воину-интернационалисту от благодарного афганского народа» (Афганистан, 1988)
- Медаль Жукова (Россия, 1998)
- Медаль «В память 10-летия вывода советских войск из Афганистана» (Беларусь, 1999)
- Медаль «65 лет освобождения Республики Беларусь от немецко-фашистских захватчиков» (Беларусь, 2009)

Звания Почётного гражданина
- Почетный гражданин Луцка (2010)
- Почетный гражданин Волыни (2011)

Награды ведомственных и общественных организаций
- Медаль «За содействие Вооруженным Силам Украины» (Министерство обороны Украины, 2011)
- Медаль «15 лет Вооружённых сил Украины» (Министерство обороны Украины, 2006)
- Медаль «Почетный знак» (Национальный союз писателей Украины, 2011)
- Награда «Золотой нагрудный знак» (Волынский национальный университет имени Леси Украинки, 2011)
- Медаль «За заслуги» III ст. (Украинский союз ветеранов Афганистана, 2008)
- Медаль «За гражданское мужество» (Украинский союз ветеранов Афганистана, 2003)
- Орден III ст. «Бронзовый казацкий крест» (Украинское реестровое казачество), 2009)
- Почетный знак «Трудовая слава» (Международная академия рейтинговых технологий и социологии «Золотая фортуна», 2014)[4]

Награды ведомственных организаций иностранных государств
- Нагрудный знак «За заслуги перед польской культурой» (Министерство культуры и национального наследия Польши, 2013)[5]
- Знак Губернатора Московской области «За ратную службу» (2009)

Премии
- Премия Волынского фонда культуры — «Надежда» (1993)
- Премия имени Агатангела Крымского (1997)
- Премия имени Василия Стуса (1999)
- Премия фонда Воляников-Швабинских (2000)
- Премия имени Павла Тычины (2001)
- Международная литературная премия «Триумф» (Черниговский интеллектуальный центр, 2001)
- Премия имени Ивана Огиенко (2002)
- Премия имени Богдана Нестора Лепкого (2002)
- Премия имени Бориса Нечерды (Лига украинских меценатов, 2003)
- Премия имени Олексы Гирныка (Лига украинских меценатов, 2006)[6]
- Премия имени Ивана Кошеливца (2008)[7]
- Премия имени семьи Косачей (2011) — за книгу для детей «Пчелиный бог и пчеленок»[8]
- Премия имени Пантелеймона Кулиша (2011) — за книгу стихов «Золотые купола»[9]
- Премия имени Леонида Глебова (2013) — за роман «Дикие цветы»[10]
- Премия клуба украинской интеллигенции «Ярославов Вал» (2014) — за роман «Книга забвения»[11]
- Премия имени Якова Гальчевского «За подвижничество в построении государства» (2017)[12]
- Международная литературная премия имени Николая Гоголя «Триумф» (Международная академия литературы и искусств Україны, 2020) — за книгу «Роман & Роман»[13]

Премии зарубежных стран
- Премия имени Юзефа Лободовского (Польша, 2015) — за романы «Женщина из снега» и «Книга забвения»[14]
- Международная гуманитарная премия «Золотой асык» (Казахстан, 2016)[15]
- Литературная премия имени Эрнеста Хемингуэя (Канада, 2016)[16]
- Литературная премия имени Вениамина Блаженного (Беларусь, 2017)[17]
- Литературная премия имени Максима Танка (Минское городское отделение Союза писателей Беларуси, (Беларусь, 2020))[18]

## Медиа
- «Волынское телевидение»: Василию Слапчуку — 50 лет;